# OpenAI

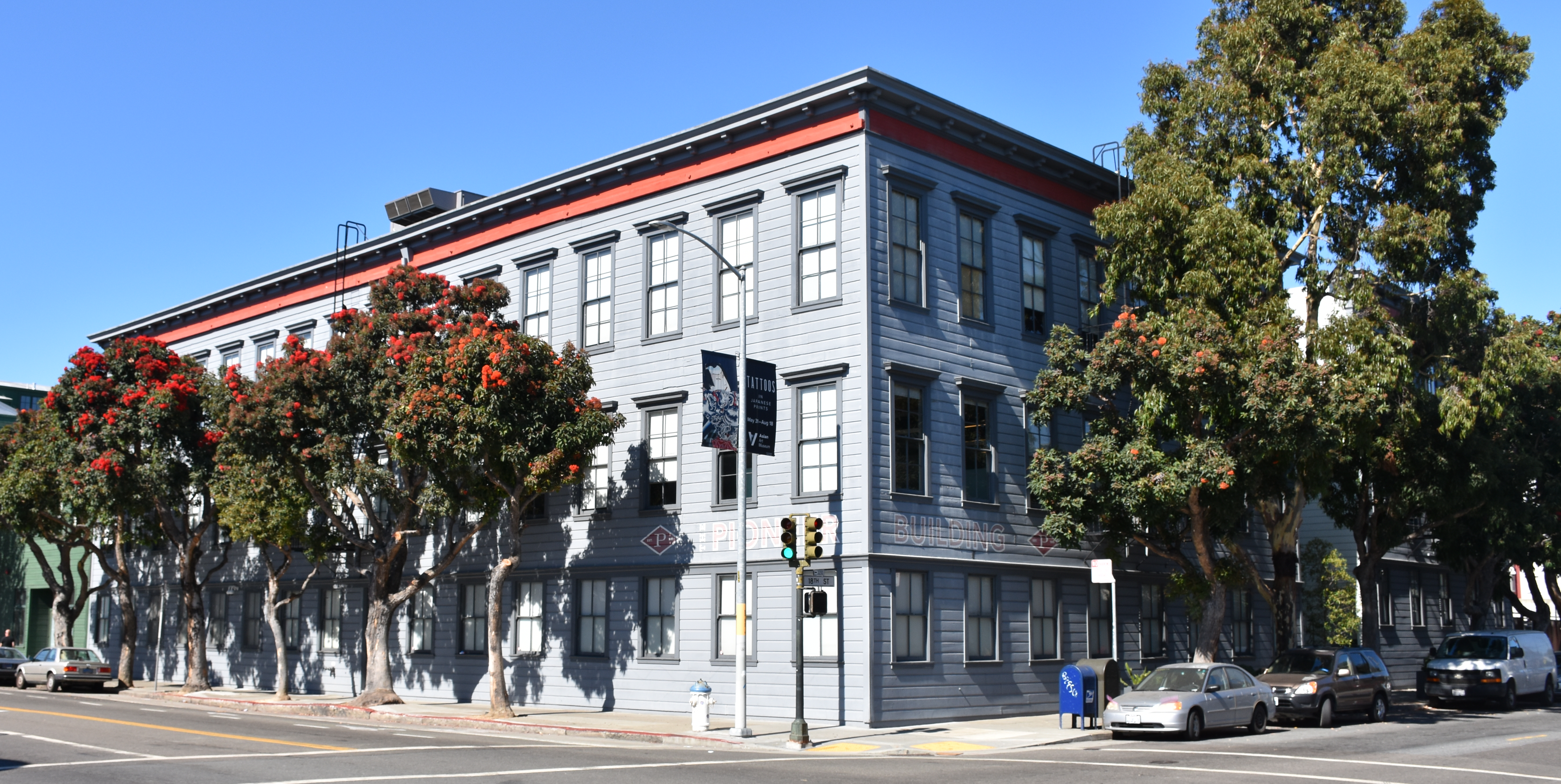
Ehemaliger Hauptsitz im Pioneer Building

OpenAI, Inc. ist ein US-amerikanisches nicht-börsennotiertes Softwareunternehmen, das sich seit Ende 2015 mit der Erforschung von künstlicher Intelligenz (KI, englisch Artificial Intelligence, AI) beschäftigt. Anfänglich war das Ziel von OpenAI, künstliche Intelligenz auf Open-Source-Basis zu entwickeln. Das Unternehmen wurde vorerst als Non-Profit geführt. 2019 wurde die gewinnorientierte Tochtergesellschaft OpenAI Global, LLC gegründet, in der Microsoft größter Investor ist. OpenAI ist vor allem bekannt für die Entwicklung der generativen vortrainierten Transformer (GPT) – auch generative künstliche Intelligenz, kurz GenAI, bezeichnet – und der daraus abgeleiteten Softwareprodukte wie ChatGPT oder DALL-E.

## Geschichte

### Gründungsphase und Mission
Der Gründung von OpenAI im Jahr 2015 ging bereits eine lange Debatte um die Risiken von KI voraus. Die Wissenschaftler Stephen Hawking und Stuart Jonathan Russell etwa hatten Befürchtungen geäußert, wenn künstliche Intelligenz eines Tages die Fähigkeit erlangen könnte, sich selbst zu verbessern, dies zu einer Explosion der Intelligenz führen könnte. Durch die damit einhergehende Überlegenheit der KI sei eine Verdrängung der Spezies Mensch durch superintelligente künstliche Intelligenz denkbar, die keinen menschlichen Wertvorstellungen unterworfen ist.
Um Risiken wie diesen bei der Entwicklung künstlicher Intelligenz entgegenzutreten, wurde Open AI, Inc. als Open-Source-Non-Profit-Organisation in der Rechtsform einer Public Charity (501(c), Nonprofit) konzipiert. Damit sollte die Unabhängigkeit der Organisation gegenüber Geldgebern und deren Interessen sichergestellt werden; für die Forschung sollte der Freiraum geschaffen werden, sich auf lange Sicht positiv auf die Gesellschaft auswirken zu können. Die Organisation wollte eine „freie Zusammenarbeit“ mit anderen Institutionen und Forschern ermöglichen, indem sie ihre Patente und Forschungsergebnisse für die Öffentlichkeit zugänglich mache.
Gegründet wurde OpenAI von einer Gruppe von KI- und IT-Experten, darunter als bekannteste Personen Sam Altman (zuvor unter anderem bei Y Combinator tätig), Greg Brockman, ehemaliger Chefentwickler von Stripe, der Multiunternehmer Elon Musk und Ilya Sutskever, ein ehemaliger Experte von Google für Maschinelles Lernen. Open AI, Inc. wurde ursprünglich ausschließlich durch Spenden finanziert.
Die Initiative hatte von Beginn an sehr prominente Unterstützer mit Reid Hoffman, Mitbegründer von LinkedIn,
Peter Thiel, Mitbegründer von PayPal,
Jessica Livingston, eine Gründungspartnerin von Y Combinator,
Amazon Web Services und
Infosys Technologies.
Das Unternehmen OpenAI selbst äußerte 2015, dass schwer abzuschätzen sei, wie sehr die Gesellschaft von hochwertiger künstlicher Intelligenz profitieren könnte. Genauso komplex sei zu eruieren, welchen Schaden eine missbräuchliche Verwendung dieser Technologie mit sich bringen könnte. Es sei nicht absehbar, wann künstliche Intelligenz auf dem Niveau sein werde, mit der menschlichen Intelligenz in Konkurrenz zu treten. Der Vorstand von OpenAI sagte 2015, künstliche Intelligenz sei eine Erweiterung des individuellen menschlichen Willens. Damit sollte diese Technologie auch flächendeckend verfügbar und jedem Menschen im gleichen Maße zugänglich sein.
Das erklärte Fernziel von OpenAI ist die Entwicklung einer künstlichen allgemeinen Intelligenz (Artificial General Intelligence (AGI)), einer fortgeschrittenen Form der KI, die in der Lage sein soll, intellektuelle Aufgaben nicht nur auf einem menschenähnlichen, sondern potenziell darüber hinaus gehenden Niveau zu bewältigen. Ein Übertreffen der menschlichen Intelligenz durch das auf mehrere Jahrzehnte konzipierte Projekt OpenAI ist für den Vorsitzenden des Unternehmens, Sam Altman, jedenfalls denkbar.
Vishal Sikka, 2014 bis 2017 Vorstandsvorsitzender von Infosys, schrieb 2015, es sei wichtig, dass die OpenAI-Forschung „the greater good“ – das Wohl der Allgemeinheit – anstrebe. Cade Metz von Wired sagte, dass Firmen wie Amazon Interesse an der Verwendung von Open-Source-Software und Open-Source-Daten hätten, um sich gegen Unternehmen wie Google oder Facebook zu behaupten, die über eine starke proprietäre Datenbasis verfügen. Firmen von Y Combinator teilen ihre Daten ebenfalls mit OpenAI, so Altman in einem Interview. OpenAI profitierte anfangs so sehr von seinen guten Absichten und dem Image, dass es trotz schlechterer Gehälter im Vergleich zu anderen KI-Entwicklern wie Google oder Facebook zahlreiche Top-Entwickler für sich gewinnen konnte. Trotz dieser Unterschiede in der Bezahlung wechselte etwa Sutskever von Google zu OpenAI. Der Forscher Wojciech Zaremba lehnte demnach Angebote von Firmen ab, die ihm das Zwei- bis Dreifache als Gehalt angeboten hätten, um sich stattdessen OpenAI anzuschließen.

### Weitere Unternehmensentwicklung bis Veröffentlichung von ChatGPT
Nachdem die bis 2019 durch Spenden erworbenen finanziellen Mittel nur etwa 130 Millionen US-Dollar erreichten und nicht mehr für die Weiterentwicklung der Organisation ausreichten, wurde die gewinnorientierte Tochterfirma OpenAI Global, LLC gegründet. Dabei handelt es sich um ein Unternehmen, für dessen Investoren die Erträge begrenzt sind (englisch Capped profit company). Für diese Regelung wurde die Metapher Nobel Moment in Anspielung an die Stiftung der Nobelpreise durch Alfred Nobel verwendet. Nobel wollte damals seine hohen Gewinne aus dem Dynamitgeschäft für einen guten Zweck einsetzen. Allerdings ist die Begrenzung der zukünftig an Investoren ausbezahlten Erträge sehr hoch angesetzt, indem sie bis zum Hundertfachen der ursprünglichen Investition ansteigen dürfen.
Open AI, Inc., weiterhin eine Nonprofit-Organisation, übt volle Kontrollrechte (über eine zwischengeschaltete Struktur, OpenAI GP, LLC, die als general partner (vergleichbar einem Komplementär) fungiert) über die Tochterfirma aus und erhält deren allfällig überschüssige Erträge.
Open AI Global verdient Geld mit Software-Produkten. Das bekannteste ist ChatGPT Plus, ein Abonnementservice für ChatGPT, der den zahlenden Nutzern Privilegien und Zusatzfunktionen gegenüber nichtzahlenden Nutzern einräumt.
Wichtiger Geldgeber und größter Einzelaktionär von OpenAI Global ist das Unternehmen Microsoft; Microsoft ist jedoch nur nicht-stimmberechtigter Beobachter im Verwaltungsrat von OpenAI und hat keinerlei Kontrollrechte in OpenAI Global.
Hatte Microsoft bereits in den Jahren 2019 und 2021 jeweils eine Milliarde US-Dollar in OpenAI Global investiert, sicherte sich das Unternehmen im Januar 2023 für ein weiteres Investment in Höhe von zehn Milliarden US-Dollar die Dienste von OpenAI zur Implementierung von deren Algorithmen und Produkten in eigene Microsoft-Produkte. OpenAI benötigte die Finanzierung sowie das Cloud-Computing (Microsoft Azure) und Supercomputer von Microsoft, um die eigenen Programme betreiben zu können, bzw. die durch die eigenen Programme anfallenden riesigen Datenmengen zu verarbeiten sowie die eigene Forschung voranzutreiben.
Im Februar 2018 verließ Elon Musk die Leitung von OpenAI, um angeblich Interessenkonflikte mit Teslas Entwicklungen im Bereich künstliche Intelligenz zu vermeiden. Er blieb zunächst weiterhin Spender und Berater der Organisation. Sam Altman fungiert als CEO und wurde zum Gesicht von OpenAI, Brockman war als CTO und später als Vorsitzender des Aufsichtsrats und Präsident tätig.
Im November 2022 wurde der KI-Chatbot ChatGPT 3.5 freigeschaltet und binnen weniger Tage nutzten mehr als 100 Millionen User weltweit das Programm. Damit war ChatGPT die am schnellsten wachsende Plattform aller Zeiten. Im Herbst 2023 wurde OpenAI mit einem Firmenwert von 80 bis 90 Milliarden US-Dollar bewertet.

### KI-Strategie und Kritik
Dass ein Risiko mit der Entwicklung und dem Voranbringen von künstlicher Intelligenz einhergehe, bestritt Mitgründer Elon Musk in einem Interview im Jahr 2015 nicht. Wichtig sei, künstliche Intelligenz möglichst vielen Menschen zur Verfügung zu stellen, damit nicht ein kleiner Teil die Vorteile der KI allein für sich beanspruchen könne. Das sei die beste Verteidigung gegen missbräuchliche Verwendung von KI-Systemen.
Die ursprüngliche Strategie von Musk und Altman, das Risiko der Schadensverursachung durch künstliche Intelligenz durch Open-Source-KI für jedermann zu reduzieren, war in der Community umstritten. Der Philosoph Nick Bostrom ist einer der Skeptiker dieses Ansatzes und verdeutlicht das sinngemäß mit folgender Metapher: Wenn Sie einen Knopf haben, der Schaden in der Welt anrichten kann, würden Sie ihn nicht jedem verfügbar machen.
Musk kritisierte im Februar 2023 via Twitter die Gewinnorientierung von OpenAI Global, LLC, indem er den Screenshot einer vermeintlichen Konversation von ChatGPT mit einem unbekannten Nutzer veröffentlichte, in dem die KI nach Eingabe bestimmter suggestiver Elemente und Fragen die Gründung eines profitorientierten Subunternehmens unter der Schirmherrschaft einer Non-Profit-Organisation als „hoch unethisch und illegal“ (englisch „highly unethical and illegal“) bezeichnete.
Jüngere KI-Modelle sind weitgehend proprietär und nicht mehr offen dokumentiert, was wiederum Kritik hervorgerufen und Fragen der Machtkonzentration und Transparenz aufgeworfen hat. Das Unternehmen sei demnach inzwischen ein gewinnorientiertes Unternehmen, das Open Innovation lediglich zur Einbindung fremder Open-Source-Erzeugnisse nutze.
Laut Vox-Berichten im Mai 2024 müssten ausscheidende Angestellte ein Non-Disclosure-Agreement (NDA) unterzeichnen, dessen Existenz auch an sich nicht erwähnt werden dürfe. Verstöße könnten unter anderem zum Verlust sämtlicher Unternehmensanteile führen. Das Unternehmen gab später an, die NDA aufgelöst zu haben und künftig nicht mehr zu verwenden.

### Klagen wegen Verletzung von Copyrights
Medienunternehmen bezichtigen OpenAI der Verletzung von Copyrights, weil zum Trainieren der verwendeten Lernmodelle ohne Nachfrage und Lizenzierung von mehreren Unternehmen umfangreiche Inhalte verwendet wurden. Bis 2023 wurden entsprechende Vereinbarungen mit der Nachrichtenagentur AP und mit der Axel Springer SE abgeschlossen. Ausstehend waren Klagen des Autorenverbands Authors Guild und der New York Times.
Am 13. November 2024 hat die GEMA eine Musterklage zur Klärung einer möglichen Vergütungspflicht beim Landgericht München eingereicht.

### Entlassung und Rückkehr von Sam Altman
Am 17. November 2023 kam es zu der überraschenden Entlassung von CEO Sam Altman durch den Verwaltungsrat des Unternehmens. Der Verwaltungsratsvorsitzende Greg Brockman trat daraufhin zurück, da er nicht an der Entlassung beteiligt war. Als Begründung zur Entlassung wurde angegeben, dass Sam Altman in seiner Kommunikation „nicht durchweg aufrichtig“ gewesen sei. Der tiefere Hintergrund der Entlassung Altmans soll eine Kontroverse zwischen ihm und Verwaltungsratsmitglied Sutskever gewesen sein, der in der Kommerzialisierung von OpenAI ein Sicherheitsrisiko gesehen haben soll. Noch am selben Tag übernahm die bisherige CTO Mira Murati als neue Interims-CEO. Der Verwaltungsrat von OpenAI bestand aus sechs Mitgliedern, dazu gehörten:
- Greg Brockman (Verwaltungsratsvorsitzender)
- Ilya Sutskever (Chefwissenschaftler)
- Adam D’Angelo (CEO der Frageplattform Quora)
- Tasha McCauley (Techunternehmerin)
- Helen Toner (strategische Direktorin am Center for Security and Emerging Technology der Georgetown-Universität in Washington, D. C).

Bereits zwei Tage später wurde am Sonntag, in der Nacht zu Montag, bekannt, dass Emmett Shear (ehemaliger CEO von Twitch) neuer Interims-CEO von OpenAI wird. Nur eine Stunde zuvor war bekannt geworden, dass Altman zu Microsoft wechseln werde, zusammen mit Brockman. Microsoft als größter Aktionär von OpenAI hatte Interesse bekundet und ihm angeboten, eine neue KI-Abteilung zu leiten. Parallel dazu hatten am Wochenende auch intensive Verhandlungen zwischen Altman und OpenAI über seine mögliche Rückkehr stattgefunden, die vorerst scheiterten.
Am 22. November 2023 verkündete OpenAI dann die Rückkehr von Sam Altman als CEO. Der Druck von Beschäftigten – in der Zwischenzeit hatten mindestens 650 von rund 770 Beschäftigten mit Kündigung und dem Wechsel zu Microsoft gedroht – und Investoren von OpenAI spielte dabei eine wesentliche Rolle. Sie drängten darauf, Altman, den Mitbegründer von OpenAI, wieder in seine frühere Position einzusetzen. Als Konsequenz wurde auch der Verwaltungsrat neu formiert.
Der Konflikt um die Entlassung und Wiedereinstellung von Altman war geprägt von Ideologie und Machtkämpfen. Altman ist Repräsentant für die kommerzielle Ausrichtung von OpenAI, Sutskever für den Auftrag zur Schaffung „sicheren, wohlwollenden KI“ und als Kämpfer für sein Projekt besserer menschlicher KI-Ausrichtung (AI Alignment) der Produkte von OpenAI. Es geht konkret auch um die Mittelzuteilung von Personal und Rechenleistungskapazitäten. Die Wiedereinsetzung von Altman als Vorsitzender (CEO), die Absetzung von Sutskever und der zwei unabhängigen Firmenexternen Helen Toner (Forscherin) und Tasha McCauley (Wissenschaftlerin der RAND Corp.) als Verwaltungsrätinnen sowie die neu gewählten Verwaltungsräte geben Hinweise auf die erfolgte Machtverschiebung.

### Aufsichtsrat von OpenAI, Inc.
Nach Umstrukturierung setzt er sich wie folgt zusammen:
- Bret Taylor, Vorsitzender, früherer Google-Projektleiter, Facebook-Manager und Co-CEO von Salesforce
- Lawrence Summers, früherer Finanzminister der USA
- Adam D’Angelo, CEO von Quora und früherer CTO von Facebook
- Sue Desmond-Hellmann
- Nicole Seligman
- Fidji Simo
- Paul Nakasone,[43] ehemaliger Direktor der National Security Agency (2018–2024)
- Zico Kolter[44]

### Klage von Elon Musk
Am 1. März 2024 berichteten deutschsprachige Medien, dass Elon Musk OpenAI und CEO Sam Altman wegen Vertragsbruchs verklage. „OpenAI sollte ein gemeinnütziges Unternehmen sein, strebe nun aber nach Profit“, warf Elon Musk dem Unternehmen vor. In einem Versuch der Rechtfertigung der „For-Profit“-Strategie veröffentlichte OpenAI daraufhin eine Replik. Diese enthielt auch Auszüge aus E-Mail-Konversationen zwischen Musk, Altman, Brockman und Sutskever. Damit sollte belegt werden, dass auch Musk die „For-Profit“-Strategie als sinnvoll angesehen habe.

### Wachstumspläne ab 2024
Am 10. Januar 2024 hob OpenAI die bisherige Leitlinie, Modelle des Unternehmens dürften nicht zur Waffenentwicklung und im militärischen Kontext verwendet werden, auf.
Im Februar 2024 kündigte Altman an, für die weitere Unternehmensentwicklung Rekordinvestitionen in Höhe von 7 Billionen US-Dollar einwerben zu wollen, was mehr als sechs Prozent des jährlichen globalen Bruttoinlandsprodukts entspräche. Im Zuge dessen sei auch die firmeneigene Fertigung neuromorpher Chips beabsichtigt. Das Unternehmen begann im Juni 2024 mit der Einstellung entsprechenden Personals. Bisherige Kooperationsverhandlungen mit TSMC, SK Hynix und Samsung sollen aufgrund mangelnden Vertrauens in das Vorhaben, zu hohen Risikos und Bedenken bezüglich der nationalen Sicherheit gescheitert sein (Stand: September 2024).
Im zweiten Quartal 2024 äußerten Mitarbeiter des OpenAI-Teams für Ethik- und Alignment-Fragen (Superalignment) Misstrauen in die Absichten Altmans und Sicherheitsbedenken. Die Abteilung um Ilya Sutskever wurde im Mai 2024 aufgelöst. Die Unternehmensführung beabsichtigt die Wandlung zur gewinnorientierten Körperschaft (For-Profit-Organisation). Sie legt Investoren weiterhin nahe, eingesetztes Kapital als „Spenden“ zu erachten.
Seit September 2024 buhlt das Unternehmen um die Erlaubnis zur Errichtung von 5-GW-Rechenzentren in mehreren US-Städten, was einem Strombedarf von jeweils etwa 3 Millionen Haushalten beziehungsweise dem Ertrag von 5 Kernkraftwerken entspräche. Das Unternehmen rechnet mit Kosten von etwa 100 Milliarden US-Dollar je Rechenzentrum. Bereits zuvor hatten Microsoft und OpenAI mit dem Programm Stargate die Errichtung eines derartigen Rechenzentrums angekündigt.
Mit dem Wandel zur Gewinnorientierung wurden CEO Sam Altman erstmalig Anteile im Wert von voraussichtlich 150 Milliarden US-Dollar in Aussicht gestellt. CTO Mira Murati und weitere leitende Entwickler verließen derweil das Unternehmen.
Im Oktober 2024 erhielt OpenAI weitere 6,6 Milliarden USD von den bisherigen Investoren Thrive Capital und Khosla Ventures wie auch von Microsoft. Neu haben sich auch Nvidia, die japanische SoftBank und die Investitionsfirma MGX der United Arab Emirates beteiligt. Es ist geplant, dass Angestellten von OpenAI mit Aktienbesitz ein Angebot für Aktienrückkäufe durch die Firma gemacht werde.
Seit Ende des Jahres ist OpenAI Rahmenvertragspartner des US-Verteidigungsministeriums.
Nach Amtsantritt von Donald Trump wurde das neue Gemeinschaftsunternehmen Stargate-Projekt angekündigt. Die Unternehmen Open AI, Oracle und SoftBank wollen zusätzliche KI-Rechenzentren mit Investitionen von mindestens 100 Milliarden USD in den USA bauen, wobei schon 10 Vorhaben in Texas im Bau sind.
Im Jahr 2025 wurde bekannt, dass die Deutsche Kreditbank eine Zusammenarbeit mit OpenAI für eine KI-basierte Unterstützung der eigenen Mitarbeiter als auch eine Sprachsteuerung im Bankgeschäft für Endkunden eingeführt hat.

## Produkte

### OpenAI Gym
Ab 2016 hat OpenAI seine Plattform „OpenAI Gym“ entwickelt, die sich mit bestärkendem Lernen (englisch: reinforcement learning) befasst. Der Quellcode ist in seiner aktuellen Version auf GitHub abrufbar. Dabei wird ein Basissystem angestrebt, das leicht aufzusetzen ist und eine große Bandbreite an verschiedenen Entwicklungsumgebungen unterstützt. OpenAI Gym will damit eine Standardisierung für die Veröffentlichung von Ergebnissen in der Erforschung künstlicher Intelligenz anbieten, um Publikationen leichter vergleichen und reproduzieren zu können.

### OpenAI Five
Mit OpenAI Five wurde ein System miteinander kooperierender Algorithmen entwickelt. KI-Systeme agieren üblicherweise unabhängig voneinander. Hier arbeiten jetzt erstmals KI-Systeme zusammen im Team an einem gemeinsamen Ziel. In dem komplexen strategischen Computerspiel Dota 2 treten Teams aus mehreren Spielern gegeneinander an. In einem Wettbewerb waren diese kooperierenden KI-Systeme den menschlichen Spielern zwar überlegen, doch es ist zu beachten, dass in diesem Wettkampf eine stark vereinfachte Version des Spiels verwendet wurde, in der nur 17 der insgesamt 115 Helden spielbar sind und einige Gegenstände sowie Illusionsrunen nicht verfügbar waren. Später wurde es Spielern aus der ganzen Welt für drei Tage ermöglicht, im Rahmen der vereinfachten Version online gegen die KI zu spielen, wobei OpenAI in 7257 Spielen eine Siegesrate von 99,4 % aufwies, aber auch von vielen Teams mehrmals hintereinander besiegt wurde – von einem Team gar zehnmal in Folge. Ein Wettkampf mit Menschen ohne Einschränkungen im Spiel ist nicht geplant.

### GPT-2

Die Architektur eines GPT-Modells

GPT-2 (Generative Pretrained Transformer 2) ist das erste Produkt der GPT-Serie, die große Verbreitung und Anklang fand. GPT-2 kann englischsprachige Texte selbstständig vervollständigen. Dessen Texte können teilweise von menschengeschriebenen Texten nicht unterschieden werden. Der Unterschied zu einigen anderen automatischen Textgeneratoren bestand darin, dass die Software zur Texterzeugung keine vordefinierten Textblöcke nutzt. Sie ist auch nicht auf einen Themenbereich festgelegt, sondern kann zu jeglichem Text einige passende Sätze erzeugen.
Das Sprachmodell basiert auf einem Modell mit 1,5 Milliarden Parametern; es erlaubt zu bestimmen, wie wahrscheinlich ein bestimmter Satz in einem Kontext ist. Datengrundlage für GPT-2 waren ungefähr 45 Millionen Seiten Text.
Wissenschaftler kritisierten die von OpenAI gemeldeten Durchbrüche als Clickbaiting; die reißerischen Überschriften übertrieben den von OpenAI erzielten Durchbruch.
Wie bei ähnlichen Systemen hatte nach Beurteilung von Fachleuten auch GPT-2 deutliche Schwierigkeiten, Inhalte zu verstehen, was mithilfe statistischer Analysen eher überdeckt wurde. Zum Beispiel wurde ein Text über Einhörner zu einem fantasievollen Text über Einhörner mit vier Hörnern. Sind die Themen ungewöhnlicher und spezieller, schienen die erzeugten Texte an Qualität zu verlieren.

### GPT-3
GPT-3, eine Weiterentwicklung von GPT-2, wurde in Form einer wissenschaftlichen Publikation erstmals am 28. Mai 2020 vorgestellt. Die darauf basierende OpenAI-API ist das erste kommerzielle Produkt von OpenAI. Mit über 175 Milliarden Parametern übertrifft es bei weitem das mit 17 Milliarden Parametern vergleichbare und vormals größte T-NLG-Modell von Microsoft.

### ChatGPT
Im Dezember 2022 stellte OpenAI den Chatbot ChatGPT vor, der auf dem GPT-3.5-Modell basierte, wobei die aktuelle Pro-Version auf dem GPT-4.0-Modell (ohne Bilderkennung) basiert. Sie wurde entwickelt, um Benutzern das Erstellen von natürlich klingenden Konversationen in Echtzeit in Form eines Chatbots zu ermöglichen.
Eine wichtige Eigenschaft von ChatGPT ist die Fähigkeit, sich an den Kontext einer Konversation anzupassen sowie sich an vorherige Themen zu erinnern und darauf basierend angemessene Antworten zu generieren. Dadurch kann sich ChatGPT an veränderte Gesprächssituationen anpassen und eine realistischere Unterhaltung simulieren.
Es kann den Code nahezu aller Programmiersprachen analysieren und schreiben sowie Fehler und Bugs finden, Lösungen vorschlagen und dabei seinen Lösungsweg beschreiben. Aufgrund einer zu hohen Fehleranfälligkeit wurden ChatGPT-Antworten kurz nach der Veröffentlichung auf Stack Overflow gebannt.

### GPT-4
Im März 2023 wurde GPT-4 vorgestellt. GPT-4 soll nun auch Bilder erkennen und dazu passende Texte schreiben können. Laut Berichterstattung von Heise online soll GPT-4 angeblich ein halbes Jahr lang durch Sicherheitstrainings und menschliche Nachjustierungen gelaufen sein, nachdem es auf „AzureAI-Supercomputern“ trainiert habe. GPT-4 soll aber auch aufgrund der wohl „erhöhten“ Fähigkeiten neue Risiken bergen, die aber nicht im technischen Bericht des OpenAI-Teams (oder sonst) veröffentlicht wurden.
Anfang des Jahres 2023 forderten Wissenschaftler und IT-Prominente in einem offenen Brief, das Training besonders leistungsfähiger KI-Modelle, die kompetenter sind als GPT-4, für mindestens sechs Monate auszusetzen. Zu den Unterzeichnern gehörten u. a. Geoffrey Hinton, Yoshua Bengio, Steve Wozniak und Elon Musk.

### GPT-4 Turbo
GPT-4 Turbo ging im November 2023 online. Es enthielt neue Features wie „Custom GPTs“ – eine Möglichkeit für User, im System eigene Chatbots zu bauen –, basiert auf einem Datenstand von Dezember 2023 und kann bis zu 128.000 Tokens (rund 96.000 Wörter in Englischer Sprache) auf einmal verarbeiten. Das vorherige GPT-4-Modell schaffte 8.192 Tokens (rund 6000 Wörter in englischer Sprache). Das Erstellen eigener Bots (GPTs) erfordert keine Programmierkenntnisse, sondern kann direkt im Dialog mit ChatGPT auf der Plattform erfolgen. Dieses Angebot wurde als Vorstufe hin zu einem „GPT Store“ gesehen, analog zu den App-Stores großer Smartphone-Anbieter.
Es fand zudem eine Preissenkung für die Nutzung via API statt. Der Input in das System (also die Eingabe von Text) sank von 0,03 auf 0,01 US-Dollar pro 1000 Token, während sich der Preis für den Output (die Nutzung der Ergebnisse) auf 0,03 US-Dollar halbierte. Die „Custom GPTs“ waren zunächst nur für Nutzer der Bezahlversion zugänglich.

### GPT-5
Am 7. August 2025 wurde GPT-5 eingeführt.
Laut OpenAI umfassen die Verbesserungen gegenüber den Vorgängermodellen schnellere Antwortzeiten, bessere Codierungs- und kreative Schreibfähigkeiten, genauere Antworten auf Gesundheitsfragen und weniger Halluzinationen.
Microsoft teilte mit, dass es plane, GPT-5 in eine Vielzahl seiner Softwareprodukte zu integrieren, darunter Copilot.

### DALL-E

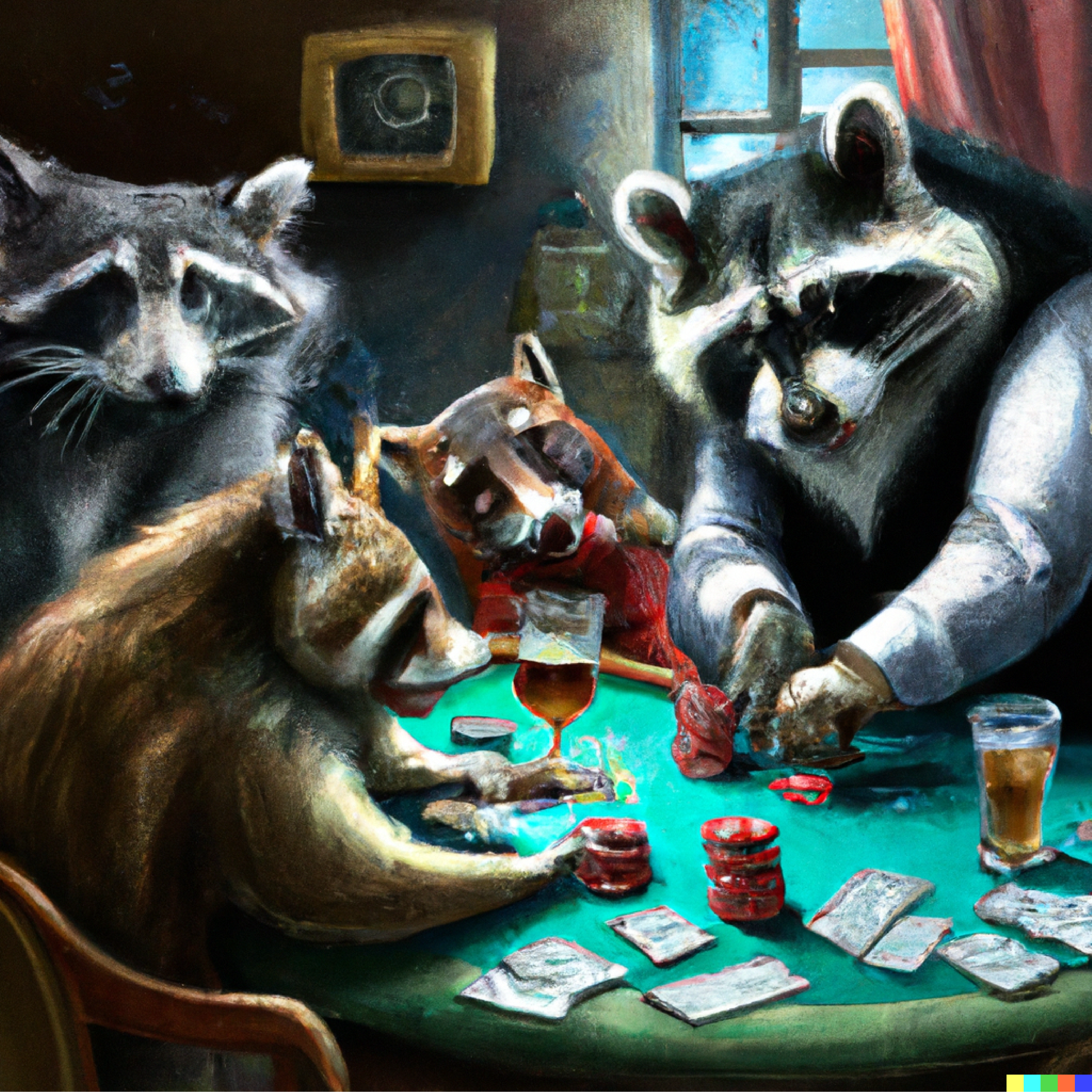
Ein mit DALL-E erstelltes Bild, nach Eingabe von „racoons playing poker, digital art“

DALL-E wurde am 5. Januar 2021 von OpenAI vorgestellt. Der Name bildet ein Kofferwort aus WALL·E und dem spanischen Künstler Salvador Dalí. Das Programm beruht auf GPT-3 und kann Wörter als Input in Anordnungen von Pixeln als Output transferieren und ist damit ein sogenannter Text-zu-Bild-Generator. Das System kombiniert dabei Bilderkennung und Computerlinguistik. So erstellt das Programm fotorealistische Bilder allein auf Basis von Texteingaben. Im April 2022 wurde die verbesserte Version DALL-E 2 vorgestellt, im Oktober folgte 2023 DALL-E 3.

### Whisper
OpenAI hat September 2022 ein automatisches multilinguales Spracherkennungssystem namens Whisper veröffentlicht. Es basiert auf einem Encoder-Decoder-Transformer und steht als Open-Source-Software zur Verfügung. Das System wurde auf 680.000 Stunden mehrsprachiger und multitaskfähiger überwachter Daten trainiert, die aus dem Web gesammelt wurden. Die verbesserte Version Whisper V2 wurde im Dezember 2022 veröffentlicht, Whisper V3 im November 2023.

### 3D-Modellierung
Das ebenfalls 2022 via Preprint und Repository vorgestellte Point-E ermöglicht die Generierung von Punktwolken auf Basis von Texteingaben. 2023 stellten Mitarbeiter Shap-E zur Erstellung von 3D-Modellen nach demselben Vorgehen vor.

### Sora
Am 15. Februar 2024 stellte OpenAI den Text-zu-Video-Generator „Sora“ vor, der aus Textanweisungen realistisch wirkende Videos erzeugt. Das Modell erzeugt Videos von bis zu einer Minute Länge und gewährleistet dabei eine hohe visuelle Qualität sowie eine präzise Umsetzung der Benutzervorgaben. Sora nutzt eine Diffusionsmodell-Technologie und Transformer-Architektur, um auf Basis der bei anderen Produkten gewonnenen Erkenntnisse aus kleinen Datenpaketen bewegte Bilder zu generieren.
Kritiker geben zu bedenken, dass die Technologie auch für kriminelle Zwecke, wie beispielsweise Propaganda, die Verbreitung von Fake News oder Beeinflussung vor Wahlkämpfen eingesetzt werden könnte. Darüber hinaus fürchten Berufsgruppen, die mit Motion-Design, Illustration oder Werbespots ihren Lebensunterhalt verdienen, von dem günstigen Bewegtbildgenerator ersetzt zu werden. Die Verfügbarkeit von Sora wurde zunächst auf Sicherheitsforscher und Kunstschaffende begrenzt, wie CEO Sam Altman bekannt gab. Um sicherzustellen, dass Nutzer Sora-Videos als KI-generiert erkennen können, sollen diese, unter anderem bei Meta, entsprechend gekennzeichnet werden.
Am 9. Dezember 2024 wurde mehreren Ländern Sora Turbo offiziell zugänglich gemacht. Sora Turbo ist laut Open AI die Weiterentwicklung des Sora-Modells, das sie im Februar 2024 vorgestellt hatten und auch deutlich schneller als das im Februar 2024 vorgestellte Modell. Besitzer eines ChatGPT Plus oder ChatGPT Pro Abonnements können nun auf Sora zugreifen, sofern sie aus bestimmten Ländern kommen. Das Vereinigte Königreich, die Schweiz und der Europäische Wirtschaftsraum beispielsweise können zurzeit nicht auf die Video-KI zugreifen (Stand 12. Dezember 2024).

### Figure 01
In Kooperation mit dem Unternehmen Figure stellte OpenAI im März 2024 ihren ersten humanoiden Roboter „Figure 01“ vor, in den Sprache und visuelle Informationen verarbeitende Modelle von OpenAI implementiert sind.

### Operator
Open AI hat den KI-Agent Operator im Januar 2025 vorgestellt. Er erfüllt selbständig Web-Suchaktionen wie Einkäufe oder Reservationen, nachdem der Benutzer seine Wünsche als Auftrag eingegeben hat. Gelegentlich sind dazu weitere Interaktionen zwischen Agent und Benutzer notwendig. Dieser Agent wurde trainiert, indem er Suchvorgänge von menschlichen Benutzern im Internet verfolgt und ausgewertet hat. Operator ist vorerst nur für Abonnenten von ChatGPT Pro in den USA verfügbar.

### Deep Research
Anfang Februar 2025 wurde Deep Research als Werkzeug vorgestellt, welches eine Suche zu einem vorgegebenen Thema auf unterschiedlichen Websites selbständig durchführt und als Ergebnis einen umfassenden Bericht erstellt. Dafür wird allerdings mehr Zeit benötigt als bei einer typischen Kurzabfrage über ChatGPT. Deep Research beruht auf dem Modell OpenAI o3, welches Lösungen in logischen Schritten findet und durch bestärkendes Lernen trainiert wurde. Deep Research ist verwandt mit Operator. Bei beiden handelt es sich um KI-Agents.

### GPT-Agent
Am 17. Juli 2025 wurde der ChatGPT-Agent, ein Toolbox-Element mit Agent-Fähigkeiten, vorgestellt, welcher laut OpenAI eine Weiterentwicklung des Operators und von Deep Research darstellt: „Dieser neuen Funktion liegt ein einheitliches agentisches System zugrunde. Es vereint drei Stärken vorangegangener Durchbrüche: Die Fähigkeit von Operator,⁠ mit Websites zu interagieren, die Fähigkeit von Deep Research,⁠ Informationen zu synthetisieren, sowie die Intelligenz und sprachliche Gewandtheit von ChatGPT.“

### Study Mode
Am 29. Juli 2025 wurde der Study Mode vorgestellt, welcher sich ideal für Hausaufgaben eignen soll.